# Pterolophia obliquevittipennis
Pterolophia obliquevittipennis är en skalbaggsart som beskrevs av Stefan von Breuning 1970. Pterolophia obliquevittipennis ingår i släktet Pterolophia och familjen långhorningar. Inga underarter finns listade i Catalogue of Life.